# Joaquín del Real Alencaster
Joaquín del Real Alencaster va ser un soldat espanyol que va servir de governador de Nou Mèxic entre 1804 i 1807.

## Biografia

### Primers anys
Real Alencaster va néixer a Cadis, Espanya, al voltant de 1761, però es va criar a Algesires, on va viure des d'un any. Fill d'Antonio del Real i de María Antonia Alencaster, també va tenir un germà, Antonio. Començà la seva carrera militar com a cadet el 5 de gener de 1773, obtenint el rang de "sotstinent" el 5 de gener de 1780. Set anys després, el 16 de setembre de 1787, va assolir el rang de tinent. Més tard, el 5 d'octubre de 1790, es va convertir en "alcalde major" i, el 23 d'abril de 1794, es va convertir en capità. El 4 de setembre va ser ascendit a Teniente Coronel (tinent coronel).
Va servir al Regiment de Saragossa, al "Batallón Segundo de Infantería Ligera de Voluntarios de Aragón" (Batalló d'infanteria Lleugera de Voluntaris d'Aragó), i a la companyia presidencial de Santa Fe. A més a més, també va participar en l'expedició a Alger el 8 de juliol de 1775 i en el setge de Orà entre el 8 de juny i el 30 de juliol de 1791, entre d'altres. 

### Govern de Nou Mèxic
Alencaster va ser nomenat governador de Santa Fe de Nou Mèxic a 1804 i es va embarcar amb el seu germà de Cadis a Nou Mèxic el 2 de juny de 1804.
Durant el seu mandat com a governador, va fer donació de diners per restaurar l'església de Santa Fé, i els ciutadans de Nou Mèxic van seguir aviat el seu exemple. Les donacions van finançar la construcció d'un nou pis, una nova porta per a l'església (que va ser blanquejada) i dues noves portes laterals.
Com que Nou Mèxic només tenia cinc sacerdots, Alencaster va demanar al bisbe que prohibís als sacerdots exercir més d'una missió, inclòs el capellà militar de Santa Fe, de manera que els sacerdots poguessin dir missa a les dues esglésies els dies d'assistència obligatòria. Aquesta situació va sorgir pel fet que Nou Mèxic no tenia capellans permanents a les missions o per vacants.
Com que necessitava estudiar les relacions de les parelles que volien casar-se, el governador va demanar al bisbe que concedís renúncies a "relacions prohibides". 
L'esdeveniment més important durant la seva administració fou una crisi de desobediència civil que aconseguí defugir.  Els estrangers procedents dels Estats Units (estats de l'est dels Estats Units moderns) estenien la seva jurisdicció a zones controlades pels indis de les planes. Els locals van comerciar irregularment amb els indis de les Planes, especialment els Comanches. Alencaster va establir mesures per limitar aquesta activitat.  Volia limitar la gamma de nous productes mexicans que es podien negociar a la fira anual de  Chihuahua, Mèxic. Així doncs, va prohibir la venda d'ovelles al poble Navajo i va collir el gra del  La gent de Río Arriba per tal de vendre gra al Presidi de Santa Fe. Tot i això, Miguel de Sandoval va promoure la desobediència al governador dels habitants de Nou Mèxic i el manteniment del comerç tradicional amb els Comanches, que va provocar una revolta que no va acabar fins que els seus participants sabia que els líders de la revolta no havien estat empresonats.
A l'estiu de 1806, el Real Alencaster va organitzar l'expedició de recerca de Lewis i Clark. Al voltant de cinc-cents soldats del tinent Facundo Melgares van ser enviats al riu Missouri. Després de sis mesos de campanya, Melgares va arribar al riu Missouri, però mai va trobar l'expedició de Lewis i Clark. 
Va ser reemplaçat com a governador de Nou Mèxic per Alberto Maynez el 1807.